# Seven Sinners
Seven Sinners (bra: A Pecadora; prt: Sete Pecadores) é um filme norte-americano de 1940, do gênero comédia dramática, dirigido por Tay Garnett e estrelado por Marlene Dietrich e John Wayne.

## A produção
Ambientado nas águas do Pacífico Sul, o filme tem um elogiado elenco, com Marlene Dietrich satirizando Shanghai Lily, seu personagem em Shanghai Express (1932).
La Dietrich canta as canções I've Been in Love Before e The Man's in the Navy, ambas de Frank Loesser e Frederick Hollander.
Seven Sinners foi refilmado em 1950, com o título de South Sea Sinner e Shelley Winters e MacDonald Carey à frente do elenco.

## Sinopse
Bijou, provocante cantora de cabaré, causa tumulto entre a audiência masculina ao se apresentar em várias ilhas do Pacífico Sul e sempre irrita as autoridades que acabam por expulsá-la, fazendo-a se mudar de uma ilha a outra. Em suas viagens, ela é acompanhada pelo ex-marinheiro corpulento Little Ned e pelo mágico trapaceiro Sasha. Quando um novo governador assume em Boni Komba, possessão dos EUA, ela volta para seu antigo cabaré Seven Sinners Café, cujo gerente é o obeso Tony. Dan, um tenente da Marinha, apaixona-se por ela, mas tem de enfrentar a oposição do Governador e, principalmente, do vilão Antro. Bijou também sente-se atraída por Dan, porém desconfia que ele já é casado — com o mar. Renunciará Dan a tudo por amor a ela?

## Elenco
| Ator/Atriz         | Personagem                        |
| ------------------ | --------------------------------- |
| Marlene Dietrich   | Bijou                             |
| John Wayne         | Dan                               |
| Albert Dekker      | Doutor Martin                     |
| Broderick Crawford | Little Ned                        |
| Anna Lee           | Dorothy                           |
| Mischa Auer        | Sasha                             |
| Billy Gilbert      | Tony                              |
| Samuel S. Hinds    | Governador                        |
| Oscar Homolka      | Antro                             |
| Reginald Denny     | Capitão Church                    |
| Herbert Rawlinson  | Primeiro imediato (não-creditado) |
| Antonio Moreno     | Rubio                             |